# Мансьюкс
Мансью́кс (фр. Mancioux, окс. Mancius) — коммуна во Франции, находится в регионе Юг — Пиренеи. Департамент — Верхняя Гаронна. Входит в состав кантона Сен-Мартори. Округ коммуны — Сен-Годенс.
Код INSEE коммуны — 31314.

## География

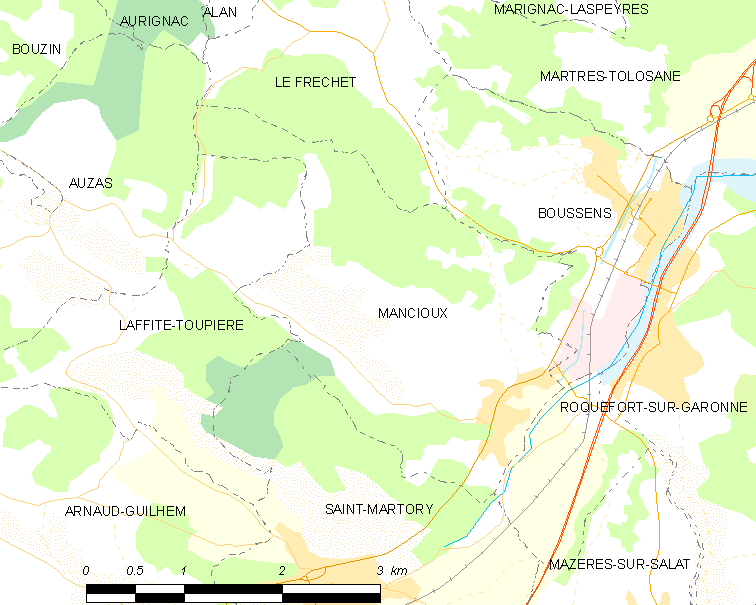
Карта коммуны

Коммуна расположена приблизительно в 650 км к югу от Парижа, в 65 км к юго-западу от Тулузы.
На юге коммуны протекает река Ну.

## Климат
Климат умеренно-океанический. Зима мягкая и снежная, весна характеризуется сильными дождями и грозами, лето сухое и жаркое, осень солнечная. Преобладают сильные юго-восточные и северо-западные ветры.

## Население
Население коммуны на 2010 год составляло 423 человека.
| 1962 | 1968 | 1975 | 1982 | 1990 | 1999 | 2010 |
| ---- | ---- | ---- | ---- | ---- | ---- | ---- |
| 377  | 393  | 347  | 406  | 391  | 345  | 423  |

## Администрация
| Период | Период | Фамилия     | Партия | Примечания |
| ------ | ------ | ----------- | ------ | ---------- |
| 2001   | 2008   | Жорж Сирган |        |            |
| 2008   | 2020   | Анри Гуазе  |        |            |

## Экономика
В 2010 году среди 255 человек трудоспособного возраста (15—64 лет) 200 были экономически активными, 55 — неактивными (показатель активности — 78,4 %, в 1999 году было 68,3 %). Из 200 активных жителей работали 178 человек (96 мужчин и 82 женщины), безработных было 22 (7 мужчин и 15 женщин). Среди 55 неактивных 15 человек были учениками или студентами, 22 — пенсионерами, 18 были неактивными по другим причинам.

## Фотогалерея

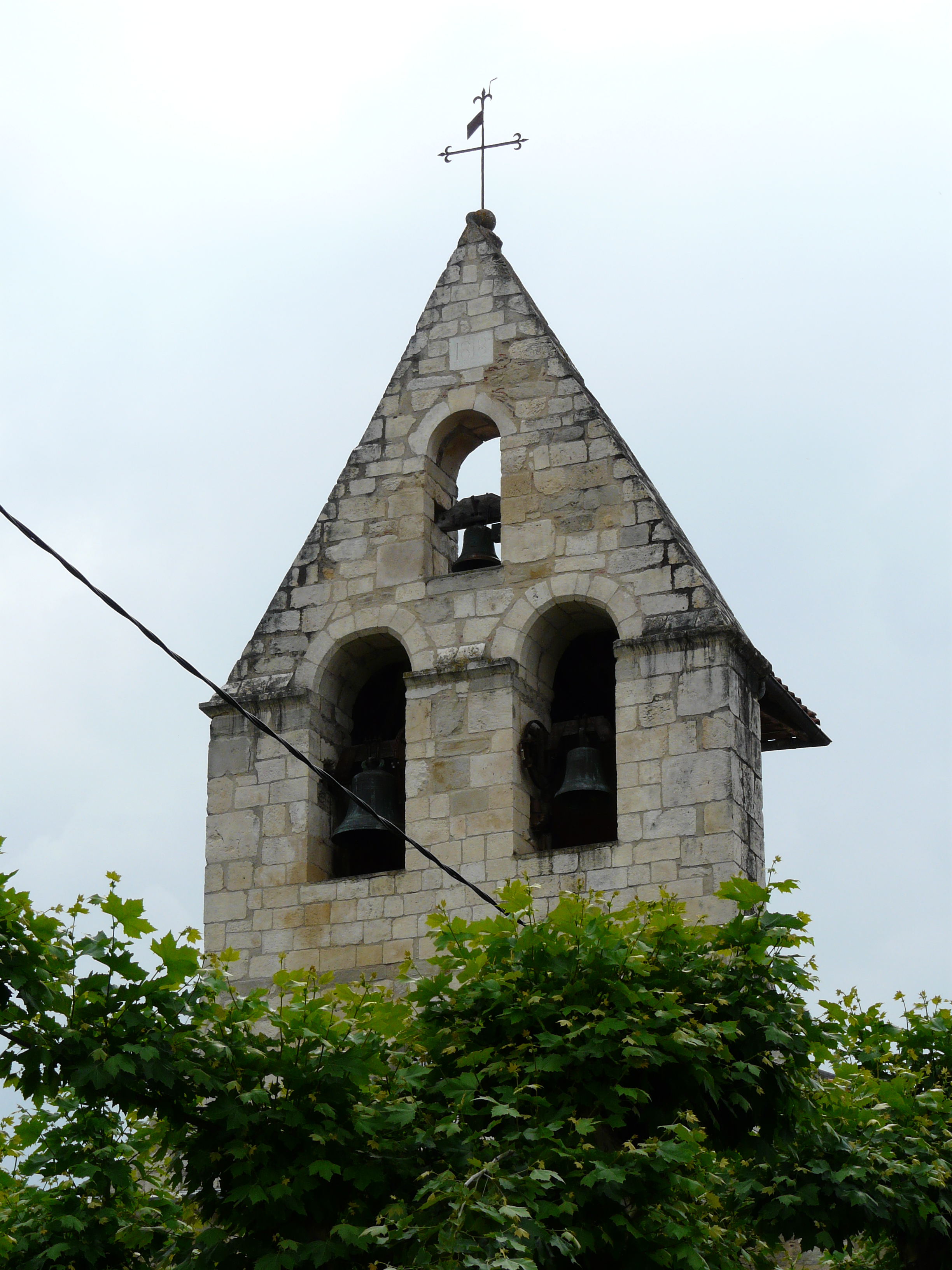
Церковь
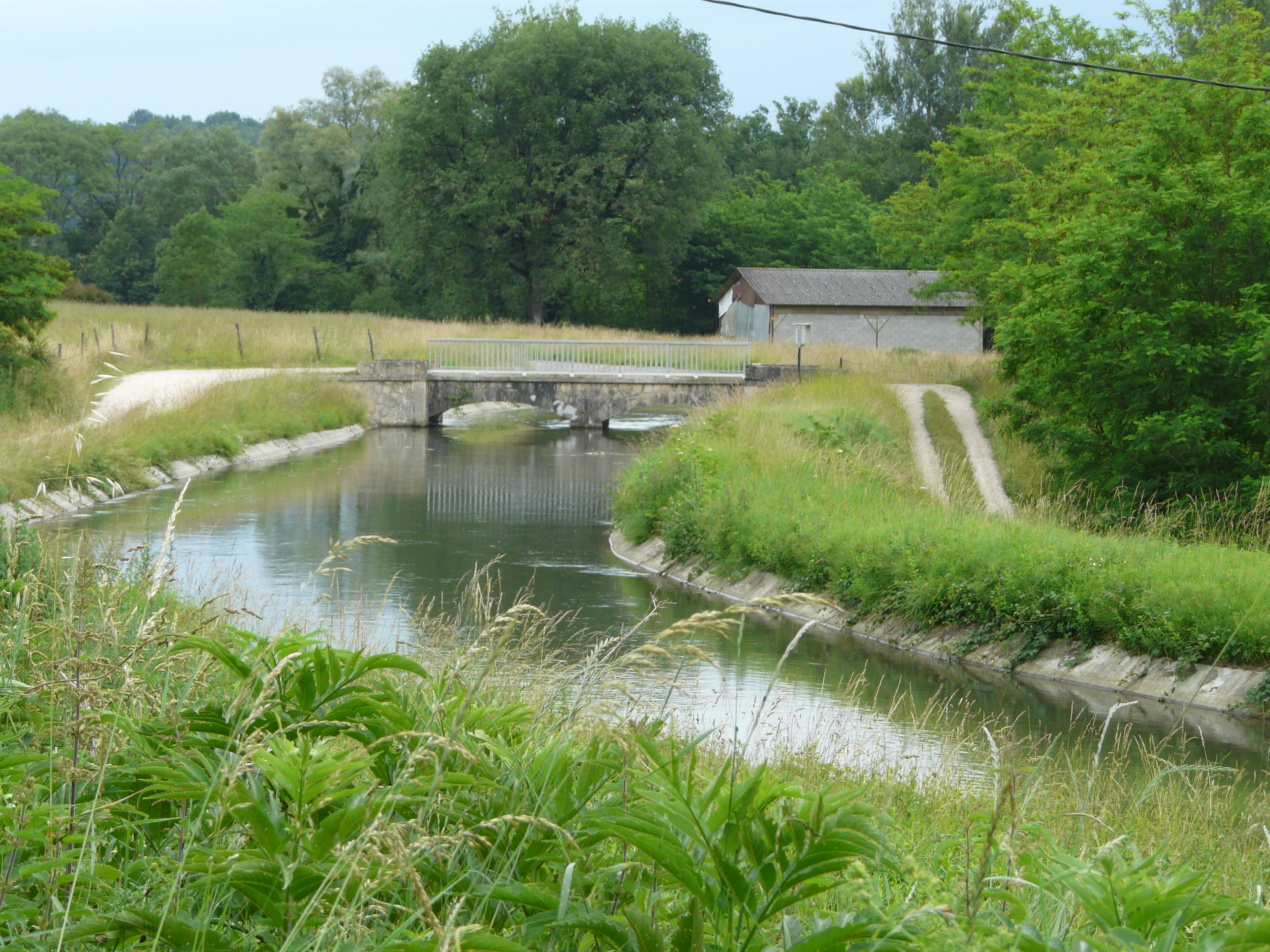
Канал Сен-Мартори
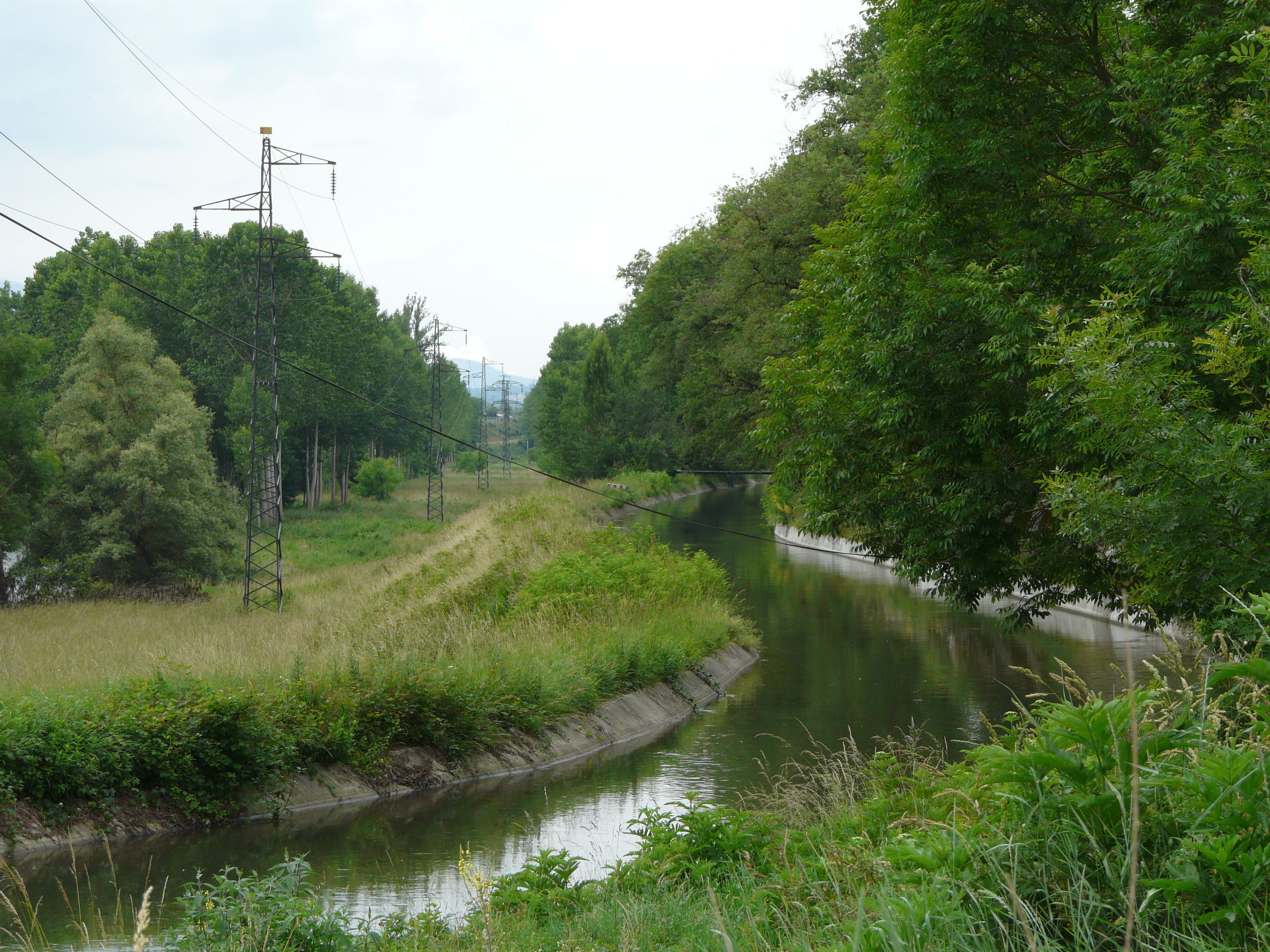
Канал Сен-Мартори
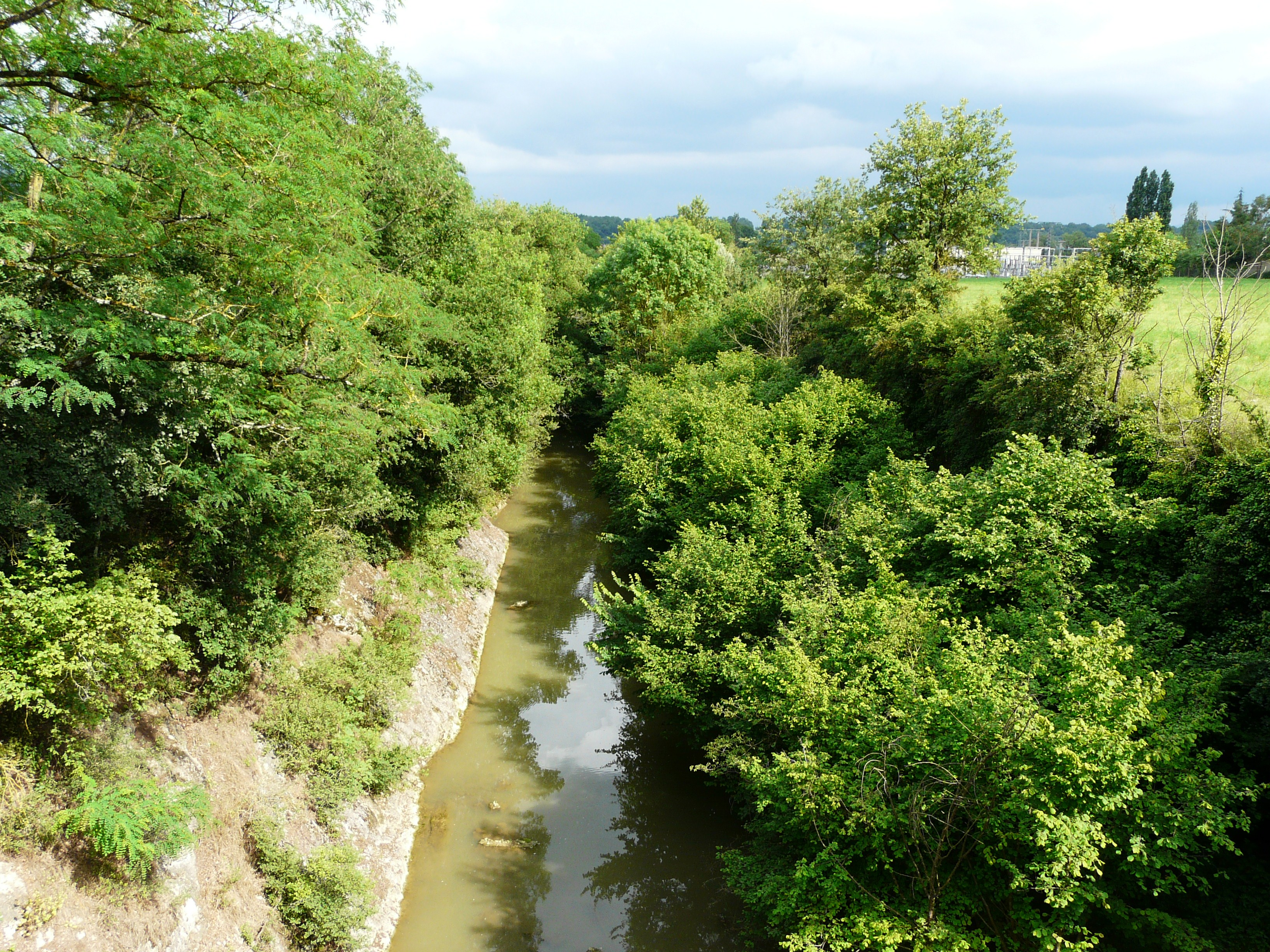
Река Ну[фр.]